# Biserica de lemn Sfântul Gheorghe din Dumbrăveni, Gorj

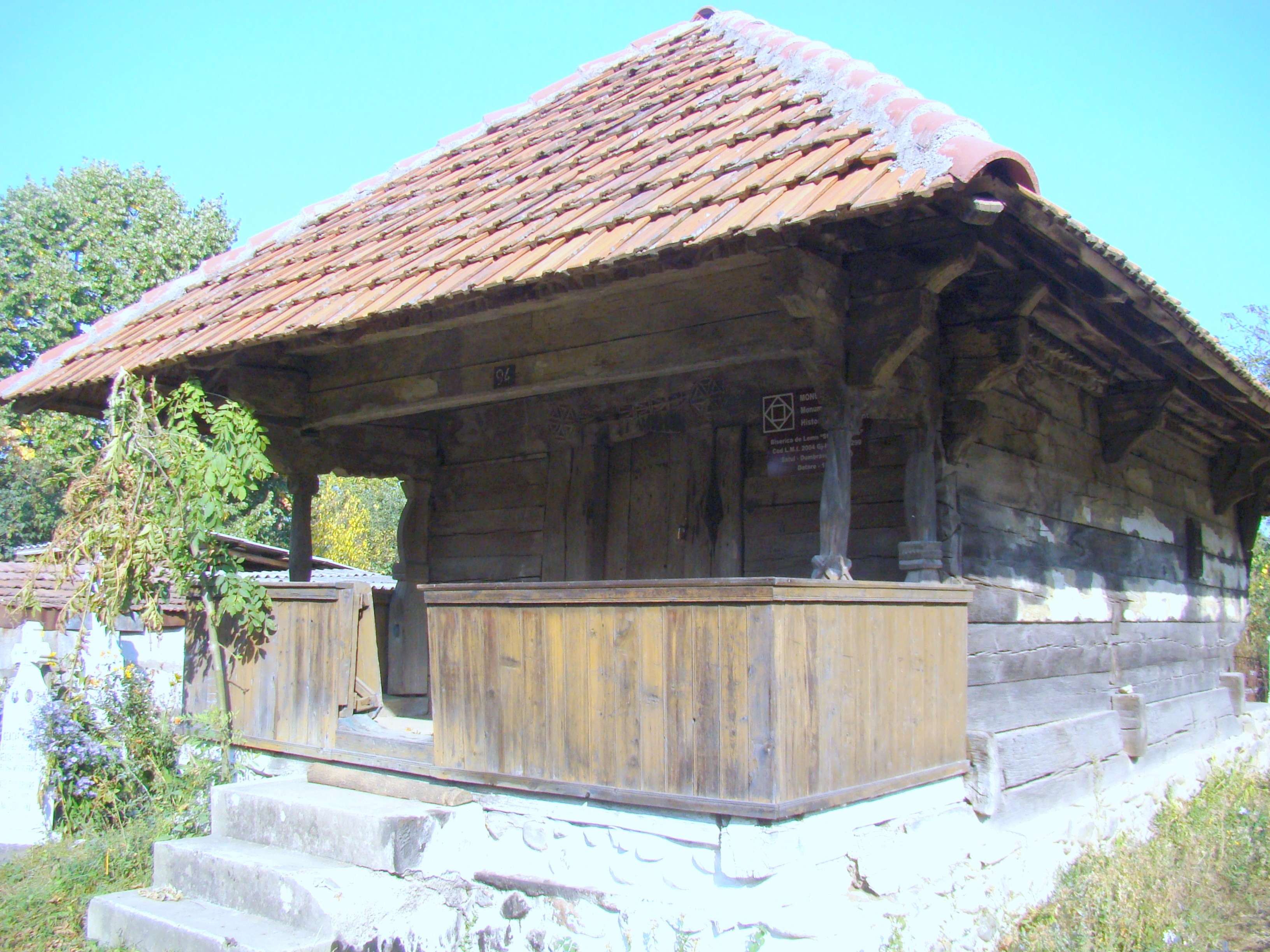
Biserica de lemn „Sfântul Mare Mucenic Gheorghe” din Dumbrăveni, comuna Crasna, județul Gorj, foto. septembrie 2011.

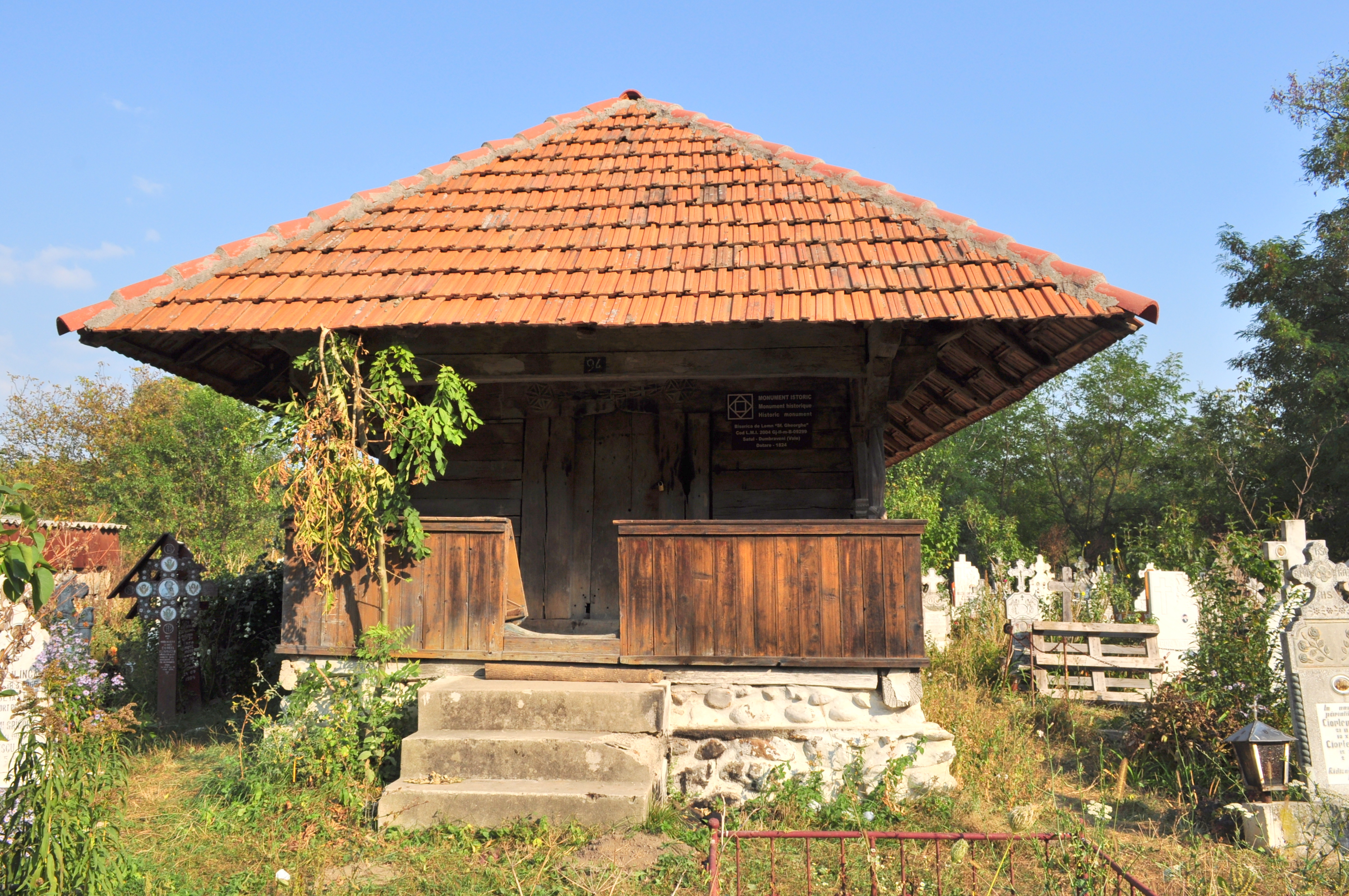
Biserica (vest)

Pridvorul

Motive decorative portal

Console

Cheotori

Capăt de stâlp şi console la pridvor

Ancadramentul intrării

Biserica de lemn cu hramul „Sfântul Mare Mucenic Gheorghe” din Dumbrăveni, comuna Crasna, județul Gorj, a fost construită în 1824. Biserica se află pe noua listă a monumentelor istorice sub codul LMI:  GJ-II-m-B-09299.

## Istoric și trăsături
În catagrafia anului 1840 este indicat ca moment al ridicării anul 1760, ctitorii principali îndrumători fiind Toma Gojbă și Ion Liianu. 
Este închisă cultului, îndeplinind rolul de capelă pentru cimitirul sătesc în mijlocul căruia se află. Dimensiunile pereților sunt modeste, ca pentru un lăcaș de cult din lemn de secol XVIII: nava are 6,70 m/3,70 m. Altarul este decroșat în registrul de jos (0,30 m); s-a păstrat pe latura de sud-est a altarului golul inițial de lumină, de numai 0,17/0,40 m.
Acoperișul are un înveliș de țiglă, ce a înlocuit șindrila, după 1953. Acoperirea interioară cuprinde o boltă semicilindrică, în leagăn, peste navă și un semicilindru și fâșii curbe, peste altar.
Cadrele originare ale intrărilor nu mai există, fiind înlocuite, în timp, cu montanți simpli. Odată cu ele au dispărut și inscripțiile, care puteau oferi informații prețioase. Prispa inițială a fost mărită spre vest, însă s-au păstrat elementele decorative ale celei vechi.
Tâmpla este formată din următoarele registre: Crucea Răstignirii și moleniile, icoanele apostolilor, icoanele împărătești: Sfinții Împărați Constantin și Elena, Maica Domnului Hodighitria, Iisus Hristos Pantocrator, Sfântul Nicolae.
Ușile împărătești au reprezentate Buna Vestire, în decor arhitectural și chipurile proorocilor David și Solomon.
În pronaos se păstrează alte icoane împărătești: Arhanghelul Mihail, Maria cu Pruncul și arhanghelii, Deisis și Cuvioasa Paraschiva. Pictura de la Dumbrăveni a fost realizată în anul 1824 și este atribuită lui Constantin zugravul, cel care a mai pictat și alte biserici de lemn din Gorj.

## Imagini din exterior

Tablă de monument
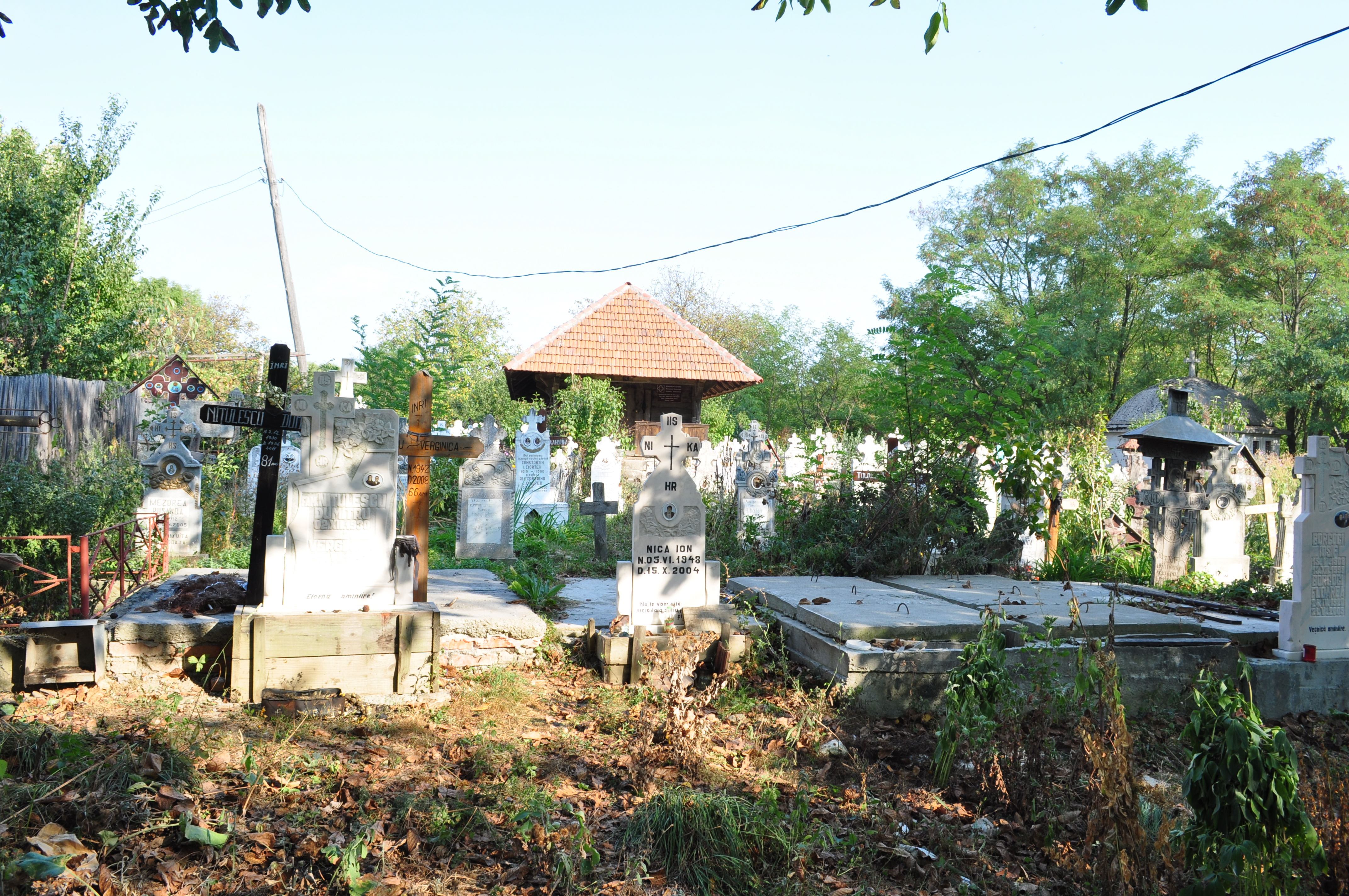
Biserica şi cimitirul
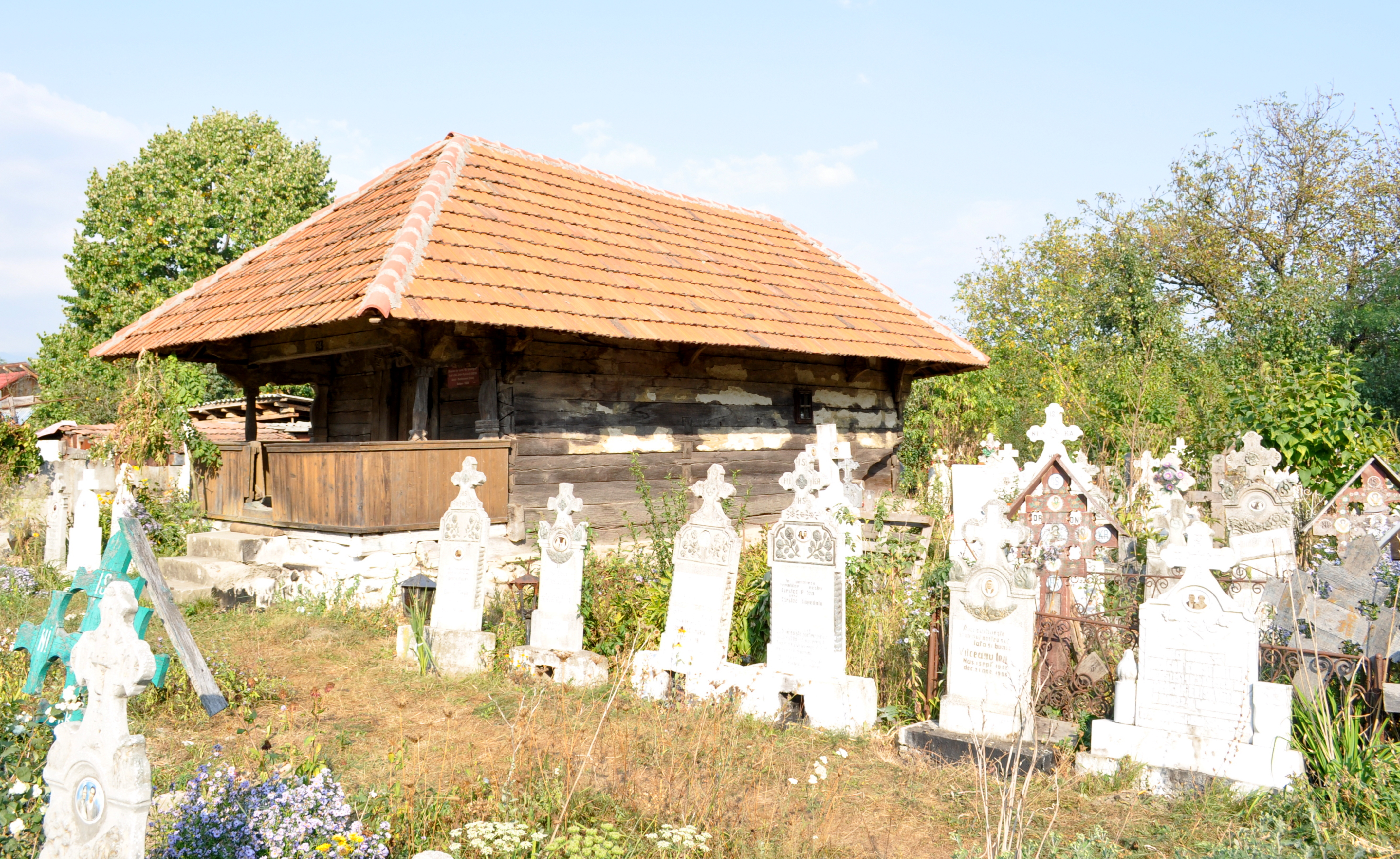
Biserica (sud-vest)
Clopotnița
Clopotul
Cruci rezemate de gardul cimitirului
Biserica (nord-vest)
Consolă şi cosoroaba sub streaşină
Troiţă
Îmbinări
Console
Absida altarului
Cosoroabele crestate mărunt
Fereastră
Aerisitor
Decroşul altarului în registrul de jos
Consolă şi cosoroaba sub streaşină
Îmbinări
Stâlp şi console la pridvor
Cosoroaba
Cosoroaba laterală
Rozetă la portal
Clopotnița
Împrejurimi